# Bolostromoides
Bolostromoides summorum es una especie de araña migalomorfa de la familia Cyrtaucheniidae. Es la única especie del género monotípico Bolostromoides.  Es nativa de Venezuela.